# 駐香港イギリス軍
駐香港イギリス軍（ちゅうホンコンイギリスぐん、英語：British Forces Overseas Hong Kong、広東語：駐港英軍）とは、かつてイギリスの植民地であった香港に駐留していたイギリス軍部隊のこと。　

## 概要

### 任務
イギリスの植民地であった香港を防衛する部隊として編成されたものであり、第二次世界大戦中の1941年12月には日本軍と戦闘を行い、敗北し日本軍に降伏している(香港の戦い)。第二次世界大戦後に再び編成された。
香港の防衛だけでなく、治安維持業務も任務の一つであり、1967年に発生した中華人民共和国の後援を受けた左派住民による暴動に際しては、警察と共同して鎮圧にあたっている。また、海軍部隊は密輸阻止任務に当たっていた。

### 編成
部隊は陸海空の三軍で編成され、人員はイギリス本国のほか、香港人やグルカ兵も含まれていた。国防義勇軍の部隊として、王立香港連隊(皇家香港軍團)も編成されていた。海軍においては、専用に設計されたピーコック級哨戒艦などが配備された。部隊の最高指揮官は香港総督である。なお、第二次世界大戦後の駐留陸軍部隊は旅団規模であり、約3年のローテーションで本国や他のイギリスの植民地より派遣されていた。

香港旗　1997年時点

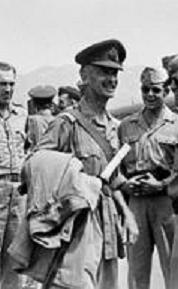
香港駐屯軍司令官クリストファー・M・マルトビー 少将 (1940年)

### 解体
1997年に香港が中華人民共和国へ主権移譲および譲渡されることに伴い解体された。現在、軍用地の一部は香港公園や九龍公園などになっている。